# ديفون اريكسون
ديفون اريكسون (بالإنجليزية: Devon Ericson)‏ هي ممثلة أمريكية، ولدت في 21 ديسمبر 1952 في مدينة سولت ليك في الولايات المتحدة.

## وصلات خارجية
- ديفون اريكسون على موقع IMDb (الإنجليزية)
- ديفون اريكسون على موقع قاعدة بيانات الفيلم (الإنجليزية)